# Jan Kratochvíl
Jan Kratochvíl (8. června 1940, Černošice u Prahy – 20. listopadu 2013 Praha) byl český režisér, herec, divadelní organizátor, televizní dramaturg a producent, syn spisovatele a scenáristy Miloše V. Kratochvíla a dlouholetý partner herečky a zpěvačky Věry Křesadlové.

## Život
Po absolutoriu pražské FAMU v roce 1963 nejprve působil jako pomocný režisér a asistent režie na Barrandově. Od roku 1970 byl ve svobodném povolání, na počátku 70. let vystupoval se Ctiborem Turbou v Cirkuse Alfred. Poté pracoval jakožto externí režisér Československé televize, režíroval koncerty hudebních skupin a divadelní představení. Působil také jako umělecký vedoucí Revue Alhambra, pracoval jako režisér na Divadelních poutích na pražském Střeleckém ostrově. Od roku 1991 byl zaměstnancem Československé televize, později České televize, kde pracoval jakožto produkční a dramaturg. Mimo jiné pořady společně s Pavlem Andělem připravoval také na ČT 2 pořad Noc s Andělem.